# Blanche Shoemaker Wagstaff
Blanche Shoemaker Wagstaff (1888-1959) est une poète américaine. 

## Biographie
Née à Manhattan, Blanche Shoemaker a passé la majeure partie de sa vie à New York. Elle a commencé à écrire à l'âge de sept ans et vendu son premier poème à Town and Country lorsqu'elle avait 16ans. Elle fut un temps associate editor de The International Magazine. Son œuvre poétique prit place dans l'anthologie de Thomas Robert Smith (1921) dans la collection « Poetica Erotica ». En 1944, elle publie The Beloved Son, une vie de Jésus adaptée pour les enfants. Elle était amie intime de George Sylvester Viereck (éditeur de The International). Elle appréciait son travail, mais ils se brouillèrent à propos du soutien apporté par Viereck à l'Allemagne pendant la Première Guerre mondiale. Ils se réconcilièrent en 1924.

## Œuvres
- Atys, a Grecian Idyl, and Other Poems (1909) [lire en ligne]
- Eris: a Dramatic Allegory (1914)
- The Book of Love (1917) [lire en ligne]
- Quiet Waters (1921) [lire en ligne]
- Bob, the Spaniel: the True Story of a Springer (1927)
- Mortality and Other Poems (1930)
- The Beloved Son (1944)
- After the Flesh (1953)
- Sonnets to Parsifal (1960)